# Sarcoscypha coccinea
Sarcoscypha coccinea, u narodu poznatija kao babino uvo, je vrsta gljive koja pripada familiji Sarcoscyphaceae, reda Pezizales. Široko je rasprostranjena u severnoj hemisferi, u severnim delovima Afrike, Evropi, Aziji i Severnoj Americi. Raste kao saprob na otpalim granama, ređe u steni, često po više primeraka. Javlja se u šumama u hladnijem periodu godine. Često se kaže da je vesnik proleća jer se javlja odmah nakon topljenja snega, pa sve do aprila. Česta je kako u ravničarskim tako u planinskim krajevima.

## Opis plodnog tela
Plodno telo je oblika čašice/pehara sa veoma kratkom drškom, prečnika od 1 do 5 cm. Unutrašjna površina (himenijum) je glatka i sjajna, intezivno crveno obojena, međutim starenjem gubi crvenu boju i poprimava narandžastu boju. Ivica plodnog tela ostaje dugo podvijena. Spoljašnja površina je svetlije obojena (krem, svetloroze boje) i prekrivena finim i gustim dlačicama. Meso je tanko, žilavo. Bez izraženog ukusa i mirisa. 

## Mikroskopija
Spore su 25-35 x 11-14 µm, izdužene, eliptične glatke. Često sa sitnim uljanim kapljicama na krajevima. 

## Galerija
- Crvena čašica

## Jestivost
Nije jestiva vrsta. 

## Referencе
1. 1 2  „Babino uvo — ”. Архивирано из оригинала 27. 9. 2021. г. Приступљено 20. 2. 2023.

## Literatura
- Uzelac, Branislav (2009). Gljive Srbije i zapadnog Balkana. Beograd: BGV logic.
- Flik, M. (2010). Koja je ovo gljiva? prepoznavanje, sakupljanje, upotreba. Beograd: Marso.